# 钠汞齐
钠汞齐（Sodium Amalgam）可簡寫為Na(Hg)，是含钠的汞齐，也就是由钠和汞形成的合金。钠汞齐在處理上比固態的金屬鈉要方便，因此會用在需要強還原劑的反應中。钠汞齐和水的反應比較不危險，實務上钠汞齐也常配置成水懸浮液使用。

## 結構及成份
钠汞齐沒有特定的化學式。Na5Hg8和Na3Hg都是有明確定義的化合物。在钠汞齐中，汞原子之間的距離拉長到5 Å，比汞元素態中，3 Å的汞原子距離要遠。一般會用钠汞齐中鈉的重量百分濃度來分類。鈉含量2%的钠汞齐在室溫下為固態，而鈉含量更低的钠汞齐在室溫下為液體。

## 制備
金屬鈉溶在汞中時會放熱，因此制備钠汞齐相當危險，會產生火花。制程會造成汞的局部沸騰，因此此制程一般會在無風櫉中進行，而且會配合空气隔绝技术，例如在無水的液體石蠟中進行合成。若要在實驗室中制備钠汞齐，可以將鈉金屬溶在汞中，也是將汞溶在鈉金屬中。化學材料行可以購得钠汞齐。

## 用途
钠汞齐是在1880年代由羅伯特·威廉·本生、朱利葉斯·塔菲爾及漢斯·施密特所發現，之後钠汞齐就用在有機化學中，用來作強力的還原劑，處理钠汞齐要比處理钠要安全。像爱姆德降解中就有用到钠汞齐。
钠汞齐也用在钠灯的設計中，用鈉來產生正確的顏色，汞則可以增強钠灯的電氣特性。

### 汞電極電解
在利用卡斯納-凱耳納過程來製備氯和氫氧化鈉的過程中，钠汞齐即為副產物。在電解池中會電解盐卤（濃縮的氯化鈉溶液），陰極是液態汞，陽極為石墨或是鈦，在陽極會產生氯氣，陰極則會產生鈉，溶解在汞中變成钠汞齐。一般而言钠汞齐會抽出，在分解池中和水反應，產生氫氣及濃縮氫氧化鈉溶液，液態汞可以回收。理論上所有的汞都可以回收，但實務上不可避免會有一些汞無法回收。因為此製程會有將汞排放到環境中的問題，因此電解製程中的汞電極已被其他較沒有毒性的平板電極所取代。

## 外部連結
- Oxford MSDS （页面存档备份，存于）